# Parageloemyia wonjuensis
Parageloemyia wonjuensis är en tvåvingeart som beskrevs av Kim och Han 2001. Parageloemyia wonjuensis ingår i släktet Parageloemyia och familjen Pyrgotidae. Inga underarter finns listade i Catalogue of Life.